# Modriča

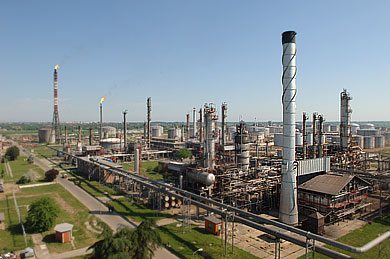
Refineria de Modriča

Modriča (en alfabet ciríl·lic serbi: Модрича) és una ciutat i municipi de Bòsnia i Hercegovina.
La primera menció escrita és del segle xiii: "...fons Modricha, ubi cadit in Boznam “ (Riu Bosna)

## Composició ètnica
| Grup ètnic         | Població 1971 | Població 1991 | Population 2013 |
| ------------------ | ------------- | ------------- | --------------- |
| Serbis             | 13,457        | 12,564        | 20,227          |
| Croats             | 9,418         | 1,660         | 1,674           |
| Bosniaks/Musulmans | 8,356         | 16,992        | 3,101           |
| Iugoslaus          | 180           | 1,813         | -               |
| Others             | 211           | 2,384         | 718             |
| Total              | 31,622        | 35,413        | 25,720          |

## Personalitats
- Avdo Karabegović - Hasanbegov, poeta
- Marta Savić, cantant
- Kristian Kreković, pintor
- Milan Jelić, polític
- Nemanja Radumilo, futbolista
- Nikola Nikić, futbolista
- Nada Topčagić, cantant
- Zdravko Kuzmanović, futbolista
  - Jusuf Dajić, futbolista